# Stefan Szende
Stefan Szende (* 10. April 1901 in Szombathely, Österreich-Ungarn; † 1985), auch István Szende, war ein ungarisch-schwedischer Politologe, sozialistischer Politiker, Journalist und Widerstandskämpfer gegen den Nationalsozialismus.

## Leben
Stefan Szende war ein Sohn des Versicherungsangestellten Max Szende und der Elisabet Szende. Seine Mutter wurde 1944 im KZ Auschwitz ein Opfer des Holocaust. Sein Bruder László Szende (1895–1974) wurde in Ungarn Architekt. Stefan Szende nahm 1919 ein Studium der Staatswissenschaften und Philosophie an den Universitäten Budapest und Wien auf und trat im selben Jahr in die KP Ungarns ein. 1925 promovierte er in Budapest zum Dr. rer. pol., wurde auf Grund seiner politischen Aktivitäten allerdings verhaftet, zu acht Jahren Haft verurteilt und ausgebürgert, woraufhin er 1928 nach Wien emigrierte, wo er eine zusätzliche Promotion zum Dr. phil ablegte. Im gleichen Jahr ging er nach Berlin, wo er sich der neu gegründeten KPO anschloss und mit deren Minderheitsflügel um Jacob Walcher, Paul Frölich und August Enderle 1932 der SAPD beitrat. Willy Brandt schrieb über Stefan Szende, er habe „eine geistig führende Rolle in unserer Berliner Gruppe gespielt“.
Hier gehörte er nach der Machtübernahme der NSDAP zur illegal arbeitenden Berliner Bezirksleitung der SAPD und redigierte gemeinsam mit Walter Fabian das Parteiorgan Banner des revolutionären Marxismus, wurde aber schon im November 1933 von der Gestapo verhaftet, zeitweise im KZ Oranienburg festgehalten und am 1. Dezember 1934 vom Volksgerichtshof im Verfahren „Max Köhler und Genossen“ zu zwei Jahren Zuchthaus verurteilt. Nach Verbüßung der Strafe Ende 1935 wurde Szende ausgewiesen und ging zunächst nach Prag, dann 1937 nach Stockholm, wo er in der Leitung der SAPD-Strukturen aktiv war und diese in der Internationalen Gruppe demokratischer Sozialisten vertrat. Er arbeitete eng mit Willy Brandt, August Enderle und Arno Behrisch zusammen und näherte sich wie diese 1944/45 der SPD an, welcher er dann auch beitrat. 1944 legte er zunächst in schwedischer Sprache mit Den siste juden från Polen eines der ersten Bücher über die Vernichtung der europäischen Juden durch Nazideutschland vor. Nach 1945 wollte Szende aus familiären wie politischen Gründen nicht nach Deutschland oder Ungarn zurückkehren und war in Schweden als Journalist, Schriftsteller und in der Bildungsarbeit tätig, so als Chefredakteur und Inhaber der Nachrichtenagentur Agence Européene de Presse (AEP).

## Schriften
- Zur Nachkriegspolitik der deutschen Sozialisten. Stockholm 1944. (Mitverfasser, mit Willy Brandt, August Enderle, Irmgard Enderle und Ernst Behm)
- Der letzte Jude aus Polen. Zürich und New York 1945.
- Europäische Revolution. Zürich und New York 1945
- Erich Mühsam zum 40. Todestag. Berlin 1974.
- Zwischen Gewalt und Toleranz: Zeugnisse und Reflexionen eines Sozialisten. Frankfurt am Main 1975, ISBN 3-434-00252-9 (mit einem Vorwort von Willy Brandt)